# Joachim Linnemann
Joachim Linnemann (Francoforte sul Meno, 17 aprile 1951) è un ex cestista tedesco.

## Carriera
Con la Germania Ovest ha disputato i Giochi olimpici di Monaco 1972.